# 川口翔
川口 翔（かわぐち しょう、11月19日 - ）は、日本の男性声優。東京都出身。
2018年初頭までAbility Soul Proに所属していた。2013年頃まで使用していた旧芸名は川口 翔之介（かわぐち しょうのすけ）。
ジャニーズJr.の川口翔とは別人。

## 人物
歌舞伎町でホストとして勤務していたという異例の経歴を持つ。その経歴ゆえ、やや酒やけしたハスキーで艶のある声が特徴で、『悪役』『不良役』『遊び人』といったアウトローなキャラクターを得意としている。
声優として仕事が安定する前は、EARLY WINGグループの社長の指示で、同グループの運転手をしていた。そのときに先輩である今井麻美から車中に差し入れをしてもらうなど、大変親切にしてもらったと語っている。
PS Vita用ソフト『魔壊神トリリオン』で、念願の主人公である大魔王ゼアボロス役を演じた。その際、1ヶ月前からゼアボロスの声で日常生活を送るという、熱のこもった役作りをしている。

## 出演作品
※太字はメインキャラクター。

### テレビアニメ
2013年
- 蒼き鋼のアルペジオ（隊員C）
- カーニヴァル（暴徒、手下）
- 世界でいちばん強くなりたい!（観客）
- 絶対防衛レヴィアタン（男A）
- ダイヤのA（2013年 - 2016年、ショウタ、山崎邦夫、関直道〈初代〉、黒士舘 大松、樋笠昭二〈初代〉、山岡陸 他） - 2シリーズ
- 幕末義人伝 浪漫（地回り）
- ローゼンメイデン（劇団員）

2014年
- シドニアの騎士（通信、訓練生、操縦士）
- 普通の女子校生が【ろこどる】やってみた。

2015年
- 暗殺教室（橋本恭平）
- ISUCA（男）
- 実は私は（職員A、部員B）
- 青春×機関銃（プレイヤー、マスター）

2016年
- 大家さんは思春期!（竹中さん）
- 美男高校地球防衛部LOVE!LOVE!（アナウンス、生徒、Apes、受験生、ブタ）
- 初恋モンスター（大人カズ）

2018年
- 結城友奈は勇者である -勇者の章-

### 劇場アニメ
- Alice in Dreamland アリス・イン・ドリームランド（2015年、ねむりねずみ、ユニコーン）
- 劇場版 シドニアの騎士（2015年、操縦士）

OVA
- 美男高校地球防衛部LOVE!LOVE!LOVE!（2017年、後輩）

### ゲーム
2012年
- 初恋1/1

2013年
- ソードアート・オンライン -インフィニティ・モーメント-
- ディスガイア D2
- フェアリーフェンサー エフ
- 魔女と百騎兵

2014年
- 学園K -Wonderful School Days-
- 戦場の円舞曲
- ソードアート・オンライン -ホロウ・フラグメント-

2015年
- リア充はじめました(仮)（小淵沢光司）
- 魔壊神トリリオン（大魔王ゼアボロス）
- グランキングダム（ギャンビット）

2017年
- 嘘月シャングリラ

2019年
- 天地の如く（張遼、馬騰）

### ドラマCD
- ボクラノキセキ 8巻 限定版特典ドラマCD（2013年）
- TVアニメ『俺、ツインテールになります。』挿入歌 "テイルオン!ツインテイルズ"（2014年） ※CD内のオリジナルドラマに出演

### モーションコミック
- VOMIC 魔神のガルド!（悪魔）
- BeeTV
  - 新宿スワン（犬飼）
  - 主に泣いてます
- UULAマンガ「砂の栄冠」（影山堅司）
- 「エリートヤンキー三郎」(河井星矢)
- 「流転のテルマ」(ソナム)

### ラジオ
※はインターネット配信。
- 愛理と菜々海と澤潟のれおぱーど・すくーる 〜ダメ出しください!〜（2017年12月第28回ゲスト出演、HiBiKi Radio Station※）

### 映画
- 劇場版ワルノリっ（2013年）

- ディリリとパリの時間旅行（2019年）大耳

- 36リミット(2019)アルフォンソ

### 映像商品
- ワルノリっ（2013年）

### ボイスオーバー
- 魅惑の鉄道紀行〜アゼルバイジャンの旅〜